# Húnavatn
Húnavatn (is. Hunavatnshreppur) è un comune islandese della regione di Norðurland vestra.